# Isuzu Citiport
Isuzu Citiport - niskopodłogowy autobus miejski produkowany przez tureckie przedsiębiorstwo Anadolu Isuzu pod marką Isuzu.

## Historia
Isuzu Citiport zostało zaprezentowane po raz pierwszy na targach Busworld Turkey w Istanbule w kwietniu 2014 roku.
W 2018 roku autobus został nagrodzony w konkursie A' Design Award & Competition.

## Modele

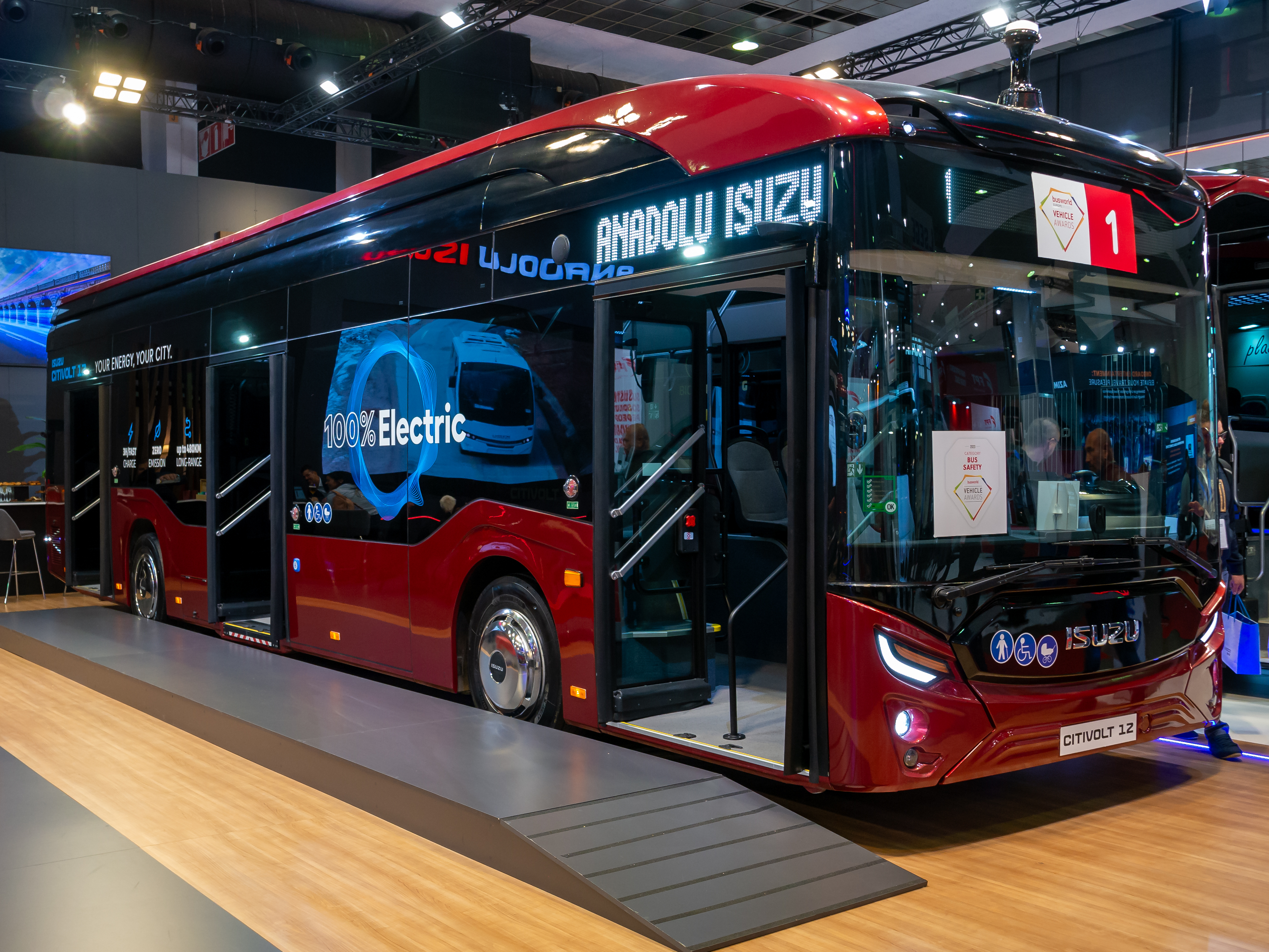
CitiVOLT 12 na targach Busworld

### Citiport 12
Jest to model o długości 12m, z dwiema osiami i trzema drzwiami, o pojemności 107 pasażerów. Autobus ten jest napędzany przez 6-cio cylindrowy silnik wysokoprężny Cummins o pojemności 6,7l i mocy 220 kW. Napęd przenoszony jest przez 6-cio biegową automatyczną skrzynię biegów ZF EcoLife 6 AP 1200B.

#### Wersja HYPER
Ta wersja wprowadza zmiany w układzie napędowym - mocniejszy silnik o pojemności 8,9l i mocy 254 kW i 4 biegową skrzynię biegów Voith DIWA 6.

### Citiport 12 CNG
Odmiana modelu Citiport 12 napędzana sprężonym gazem ziemnym o pojemności 91 pasażerów. Wyposażony jest w silnik Cummins o pojemności 8,88l i mocy 208 kW, lub 8,9l i mocy 247kW, oraz 6-cio biegową skrzynię biegów ZF 6 AP 1400 EMF.

### Citiport 18
Jest to największy dostępny model Citiport. Ma długość 18m, trzy osie i cztery drzwi. Napędzany jest przez silnik Cummins o pojemności 8,9l i mocy 269kW. Napęd przenoszony jest przez skrzynię biegów ZF EcoLife 6 AP 1700B.

### CitiVOLT 12
W pełni elektryczna wersja modelu Citiport 12. Pojazd jest bezpośrednio napędzany przez silnik elektryczny ZF AVE 130.

## Eksploatacja w Polsce
Autobusy Isuzu Citiport są obecnie eksploatowane przez następujące polskie przedsiębiorstwa:
| Model           | Miasto/aglomeracja                  | Przewoźnik                             | Liczba |
| --------------- | ----------------------------------- | -------------------------------------- | ------ |
| Citiport 12     | Wrocław                             | MPK Wrocław (najdłużej do maja 2026r.) | 18     |
| Citiport 12     | Górnośląsko-Zagłębiowska Metropolia | PKM Świerklaniec                       | 11     |
| Citiport 12     | Górnośląsko-Zagłębiowska Metropolia | Lazar Zendek                           | 10     |
| Citiport 12     | Górnośląsko-Zagłębiowska Metropolia | City-Line 2                            | 2      |
| Citiport 12     | Lubin                               | PKS Lubin                              | 1      |
| Citiport 12     | Rzeszów                             | PKS Rzeszów                            | 2      |
| Citiport 12 CNG | Rzeszów                             | PKS Rzeszów                            | 1      |
| Suma            | Suma                                | Suma                                   | 45     |